# Kovk, Ajdovščina
Kovk je naselje v Občini Ajdovščina.

## Prebivalstvo
Etnična sestava 1991:

Slovenci: 136 (100 %)